# Tergipes
Genre
Tergipes est un genre de mollusques nudibranches de la famille des Tergipedidae.

## Liste d'espèces
Selon World Register of Marine Species (19 décembre 2020) :
- Tergipes antarcticus Pelseneer, 1903
- Tergipes edwardsii Nordmann, 1844
- Tergipes tergipes (Forsskål in Niebuhr, 1775)

## Noms d'espèces considérés actuellement synonymes
- Tergipes adspersus Nordmann, 1845 synonyme de Tenellia adspersa (Nordmann, 1845)
- Tergipes affinis d'Orbigny, 1837 synonyme de Doto affinis (d'Orbigny, 1837)
- Tergipes capellinii Trinchese, 1879 synonyme de Eubranchus capellinii (Trinchese, 1879)
- Tergipes despectus (Johnston, 1835) synonyme de Tergipes tergipes (Forsskål in Niebuhr, 1775)
- Tergipes doriae (Trinchese, 1874) synonyme de Eubranchus doriae (Trinchese, 1874)
- Tergipes fustifer Lovén, 1846 synonyme de Eubranchus exiguus (Alder & Hancock, 1848)
- Tergipes lacinulatus de Blainville, 1824 synonyme de Tergipes tergipes (Forsskål in Niebuhr, 1775)
- Tergipes lacinulatus (Gmelin, 1791) synonyme de Doris lacinulata Gmelin, 1791
- Tergipes pulcher Johnston, 1834 synonyme de Limacia clavigera (O. F. Müller, 1776)
- Tergipes rupium Møller, 1842 synonyme de Eubranchus rupium (Møller, 1842)
- Tergipes valentini (Eliot, 1907) synonyme de Cuthona valentini